# كريستوفر كلوتز
كريستوفر كلوتز (بالإنجليزية: Christopher Klotz)‏ هو لاعب كرة قدم أمريكي، ولد في 22 مايو 1984 في لاغونا نيغويل في الولايات المتحدة. لعب مع Charlotte Eagles ‏.